# Podobwód Kalwaria Armii Krajowej
Podobwód Kalwaria – jednostka partyzancka sił zbrojnych Związku Walki Zbrojnej, a od 1942 r. Armii Krajowej, wchodząca w skład Okręgu Kraków AK.

## Historia
- Podobwód Kalwaria powstała w 1941 r. i obejmowała swoim działaniem obszar między Skawą a Skawinką i Harbutówką oraz między Wisłą a pasmem Koskowej Góry.
- Część żołnierzy podobwodu utworzyła oddział dywersyjny Setka[1]. Sztab mieścił się w willi Mądrzyk w Zarzycach Wielkich.
- W kwietniu 1944 r. w ramach akcji Burza na bazie podobwodu utworzono 12 Pułk Piechoty AK, który podzielony został na 4 bataliony, z rejonami działania: Kalwaria Zebrzydowska, Brzeźnica, Zembrzyce, Lanckorona.
- Pułk ten w lipcu 1944 r. wszedł w skład Grupy Operacyjnej Śląsk Cieszyński (wraz z 1 i 3 pułkiem strzelców podhalańskich wszedł w skład 36 dywizji AK).

## Organizacja i obsada personalna
Komendanci
- por. Franciszek Pawłowski ps. Sęp
- por. Władysław Wojas (1943 r.)

Struktura organizacyjna
- rejon Kalwaria Zebrzydowska-Klecza Dolna – ppor. Tadeusz Stryszowski ps. Szczerba
- rejon gminy zbiorowej Przytkowice – ppor. Alojzy Piekarz ps. Lep
- rejon gminy zbiorowej Lanckorona – ppor. Zygmunt Kamiński ps. Pobóg